# Мусалай (підрозділ окружного секретаріату)
Підрозділ окружного секретаріату Мусалай — підрозділ окружного секретаріату округу Маннар, Північна провінція, Шрі-Ланка. Складається з 20 Грама Ніладхарі.